# Struktura trzeciorzędowa białka

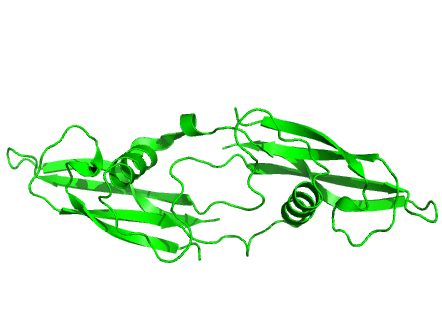
Struktura trzeciorzędowa ludzkiego białka PDB: 2GYR

Struktura trzeciorzędowa białka – poziom organizacji, na którym można opisać budowę białka. Określa się tu wzajemny układ w przestrzeni elementów struktury drugorzędowej, bez uwzględniania zależności od sąsiednich cząsteczek. Kształt, wielkość i właściwości danej podjednostki decydują o aktywności biochemicznej, w tym o działaniu enzymu. Warunkują ją różne wiązania chemiczne oraz oddziaływania międzycząsteczkowe, np.:
- Wiązania dwusiarczkowe (mostki disulfidowe) – należą one do najsilniejszych wiązań między resztami aminokwasów. Powstają w wyniku odwodornienia grup tiolowych –SH dwóch cystein znajdujących się w tym samym łańcuchu białkowym. Wiązania te nadają trwałość strukturze trzeciorzędowej.

- Oddziaływania jonowe – mogą występować między zjonizowanymi formami grup aminowych lub guanidynowych łańcuchów bocznych aminokwasów zasadowych a grupami karboksylanowymi aminokwasów kwaśnych (Asp, Glu).

- Oddziaływania hydrofobowe – polegają na odpychaniu cząsteczek wody, cząsteczka białka zwija się tak, aby grupy hydrofobowe były jak najdalej od wody, zwykle do wewnątrz

- Oddziaływania van der Waalsa

Wiązania stabilizujące strukturę trzeciorzędową są dość słabe, dlatego znaczna większość białek to substancje wrażliwe na zmiany temperatury (termolabilne). W warunkach ustrojowych podniesienie temperatury powyżej 40-45 °C prowadzi do zniszczenia struktury trzeciorzędowej. Zachodzi wtedy proces denaturacji.
Należy jednak podkreślić, że spora część białek (od 3% do ponad 30% w zależności od organizmu) w całości lub częściowo pozbawiona jest stabilnej struktury trzeciorzędowej. W komórce występują one jako białka w sposób ciągły zmieniające strukturę, adaptując się w ten sposób do środowiska.